# 7408 Yoshihide
7408 Yoshihide este un asteroid din centura principală, descoperit pe 23 septembrie 1989, de Yoshikane Mizuno și Toshimasa Furuta.